# Купа на България по волейбол жени 2014/2015
Турнирът за Купата на България по волейбол жени за сезон 2014/2015 се провежда в периода 15-19 април 2015 г.
Мачовете се провеждат във спортна зала „Христо Ботев“.

## Регламент
Във турнира вземат участие отборите завършили на първите 5 места от НВЛ-жени за сезон 2014/2015: ВК Левски София ВК ЦСКА София ВК Марица (Пловдив) ВК Казанлък Волей Сливен.
Отбора на ВК Славия не получава участие в турнира тъй като заема последната 6 позиция в класирането.
Като отборите на ВК Левски София ВК ЦСКА София ВК Марица (Пловдив) директно се класират за полуфиналите а отборите на ВК Казанлък Волей и Сливен играят четвъртфинал в 1 среща.
Мачовете от полуфиналите и финалът също са в 1 среща.

### Финален етап
15.04.2015 18:00
| Домакин           | Резултат | Гост      |
| ----------------- | -------- | --------- |
| ВК Казанлък Волей | 3 – 1 *  | ВК Сливен |

18.04.2015 17:30
| Домакин             | Резултат | Гост          |
| ------------------- | -------- | ------------- |
| ВК Марица (Пловдив) | 3 – 0 *  | ВК ЦСКА София |

18.04.2015 15:00
| Домакин         | Резултат | Гост              |
| --------------- | -------- | ----------------- |
| ВК Левски София | 3 – 0 *  | ВК Казанлък Волей |

19.04.2015 17:30
| Домакин             | Резултат | Гост            |
| ------------------- | -------- | --------------- |
| ВК Марица (Пловдив) | 3-2 *    | ВК Левски София |

| Шампион на Купа България 2014/15 |
| -------------------------------- |
| ВК Марица (Пловдив) 2-ра купа    |